# Alexandru-Răzvan Cuc
Alexandru-Răzvan Cuc (n. 4 decembrie 1983, București, România) este un senator român, ales la alegerile legislative din anul 2020. Anterior a ocupat funcția legislativă de deputat în legislatura 2016-2020. 
Între 4 ianuarie 2017 și 17 octombrie 2017 a deținut funcția de ministru al Transporturilor și Infrastructurii în guvernele Grindeanu și Tudose. În perioada 22 februarie 2019 – 4 noiembrie 2019 a deținut pentru un al treilea mandat funcția de ministru al Transporturilor și Infrastructurii.